# Thalassoma ascensionis
Thalassoma ascensionis es una especie de peces de la familia Labridae en el orden de los Perciformes.

## Morfología
- Los machos pueden llegar alcanzar los 10 cm de longitud total.[2]

## Distribución geográfica
Se encuentra en Santa Helena y en São Tomé.